# Liste des motoristes français de Formule 1
Neuf motoristes français de Formule 1 ont produit des moteurs destinés à leurs propres monoplaces ou à des constructeurs de châssis. Bugatti, Gordini, Matra, Peugeot, Renault et Talbot ont conçu, produit et fait courir leurs réalisations. Mecachrome et Supertec étaient des sous-traitants du concepteur Renault. CTA-Arsenal n'a disputé que deux courses, hors championnat. La société japonaise Asiatech (installée en France) a repris, durant deux saisons, le développement et la maintenance des moteurs Peugeot. Les motoristes suivent la règlementation des moteurs de Formule 1 édictée par la Fédération internationale de l'automobile (FIA). 
Lors du Grand Prix automobile de Suède 1977, Matra, avec son V12, devient le premier motoriste français à remporter un Grand Prix dans un châssis français, Ligier, piloté par un Français, Jacques Laffite. Les moteurs Renault sont associés à 12 titres de champion du monde des constructeurs et 11 titres de champion du monde des pilotes. 

## Liste alphabétique des motoristes français de Formule 1

### Bugatti
Le constructeur automobile  français Bugatti, qui s'est illustré en Grands Prix avant la Seconde Guerre mondiale, a créé un moteur de Formule 1 pour sa T251 : elle n'a disputé qu'une seule course, en 1956. 
- T2.5 L8 : 8 cylindres en ligne, 2 486 cm³, 230 chevaux à 8 000 tr/min, concepteur Gioacchino Colombo.

Bugatti était basé à Molsheim dans le Bas-Rhin.

### CTA-Arsenal
Le Centre d'étude technique de l’automobile et du cycle  conçoit, en 1946,  un moteur destiné à sa CTA-Arsenal fabriquée par l'Arsenal d’État de Châtillon. Le projet est abandonné au vu des résultats des essais, de la première course, en 1947, et de la seconde, en 1949.
- Moteur V8 1 482 cm³, suralimenté par deux compresseurs Roots, double arbre à cames en tête, 215 chevaux à 6 000 tr/min (version 1946) et 275 chevaux à 8 000 tr/min (version 1948), concepteur Albert Lory[3].

Les moteurs étaient fabriqués à Châtillon, aujourd'hui dans le département des Hauts-de-Seine. 

### Gordini
Le motoriste Amédée Gordini, pour le compte de Simca, puis de sa marque Gordini a conçu et produit une série de moteurs de Formule 1. Sous la marque Simca, ils ont permis de disputer quatorze Grands Prix de 1951 à 1953. Sous la marque Gordini, ils ont permis de disputer trente-trois Grands Prix de 1952 à 1956 . 
- T15C (1950) : 4 cylindres en ligne, suralimenté, 1 491 cm³, 195 chevaux à 6 500 tr/min.
- T20 (1952) : 6 cylindres en ligne, 1 998 cm³, 160 chevaux à 7 000 tr/min.
- T23 (1954) : 6 cylindres en ligne, 2 473 cm³, 228 chevaux à 6 500 tr/min.
- T25 (1955) : 8 cylindres en ligne, 2 474 cm³, 260 chevaux à 7 500 tr/min.

Gordini était basé à Paris, boulevard Victor. 

### Matra

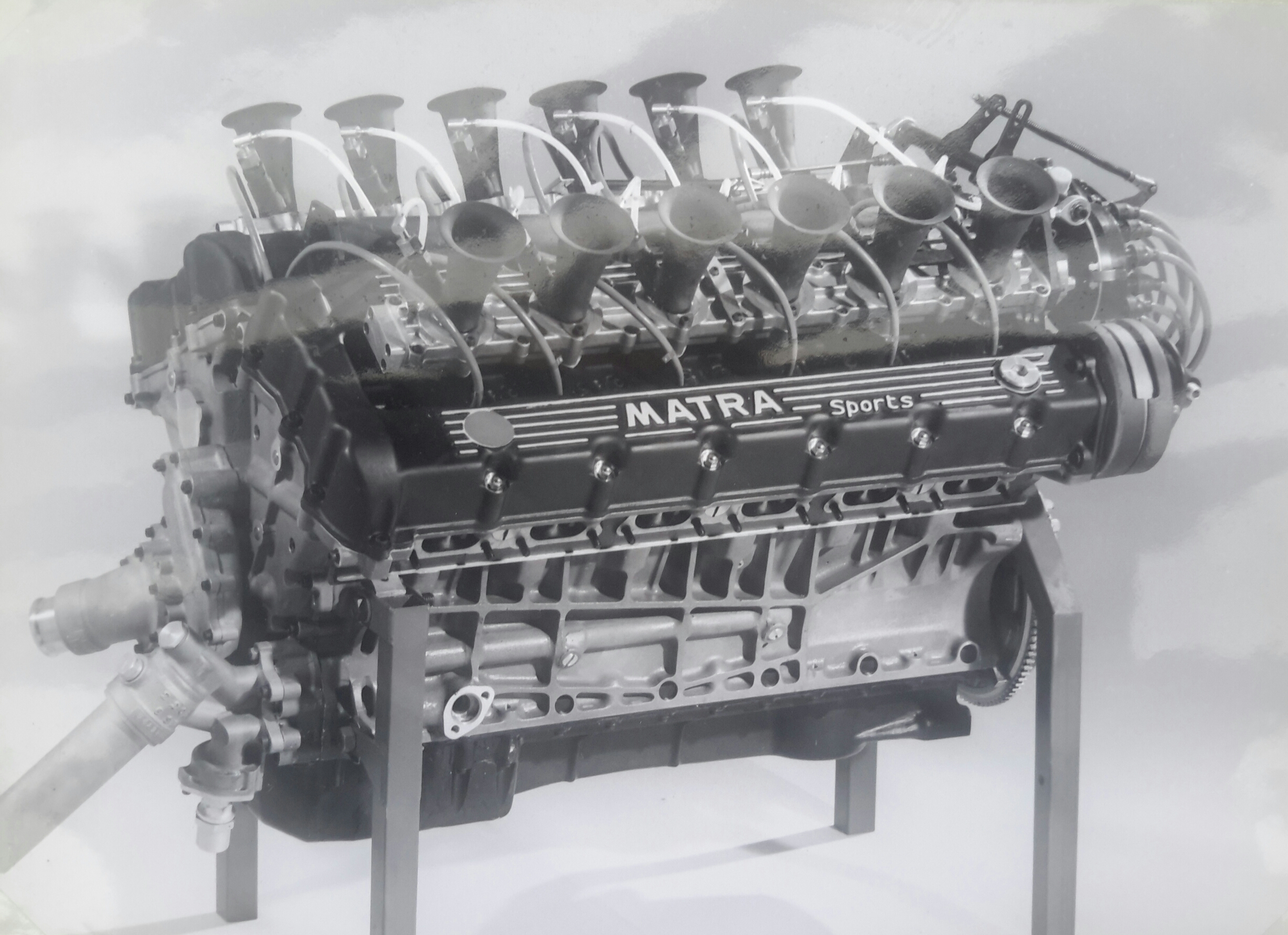
Version initiale du V12 Matra
premier moteur français vainqueur
d'un Grand Prix (1968)

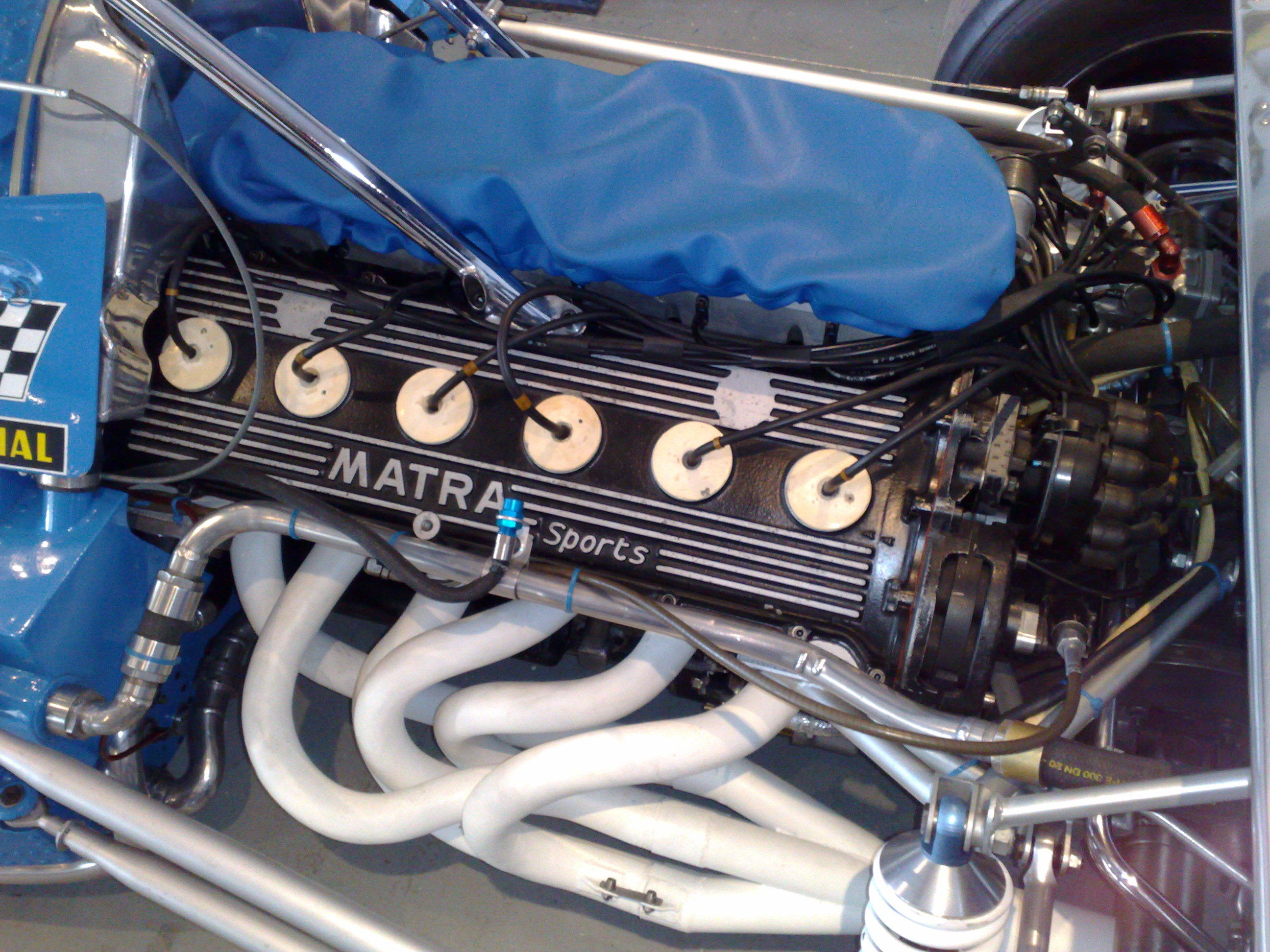
Matra MS12 V12 3 litres atmosphérique 485 chevaux

Les moteurs Matra de Formule 1 -V12, 2 993 cm³- ont équipé les monoplaces du constructeur de 1968 à 1972, puis Shadow en 1975, et Ligier de 1976 à 1978, en 1981 et 1982. Leur concepteur était Georges Martin. 
- MS09 (1968) : 395 chevaux à 10 500 tr/min.
- MS12 (1970) : 485 chevaux à 11 400 tr/min.
- MS71 (1971) : 440 chevaux à 11 000 tr/min.
- MS72 (1972) : 485 chevaux à 11 800 tr/min.
- MS73 (1975) : 490 chevaux à 11 500 tr/min.
- MS76 (1977), MS78 (1978) et MS81 (1981): 520 chevaux à 12 300 tr/min.

Matra était basé à Romorantin-Lanthenay, dans le Loir-et-Cher. 

### Mecachrome
En 1998, 1999 et 2000, la société Mecachrome fabrique des moteurs issus du RS9 conçu par Renault, commercialisés par Playlife pour Benetton et par Supertec pour Williams et BAR.
- GC3701-RS09 (1998): V10, 2999 cm³, 775 chevaux à 15 600 tr/min.

Mecachrome fabriquait ses moteurs à Aubigny-sur-Nère, dans le Cher.     

### Peugeot

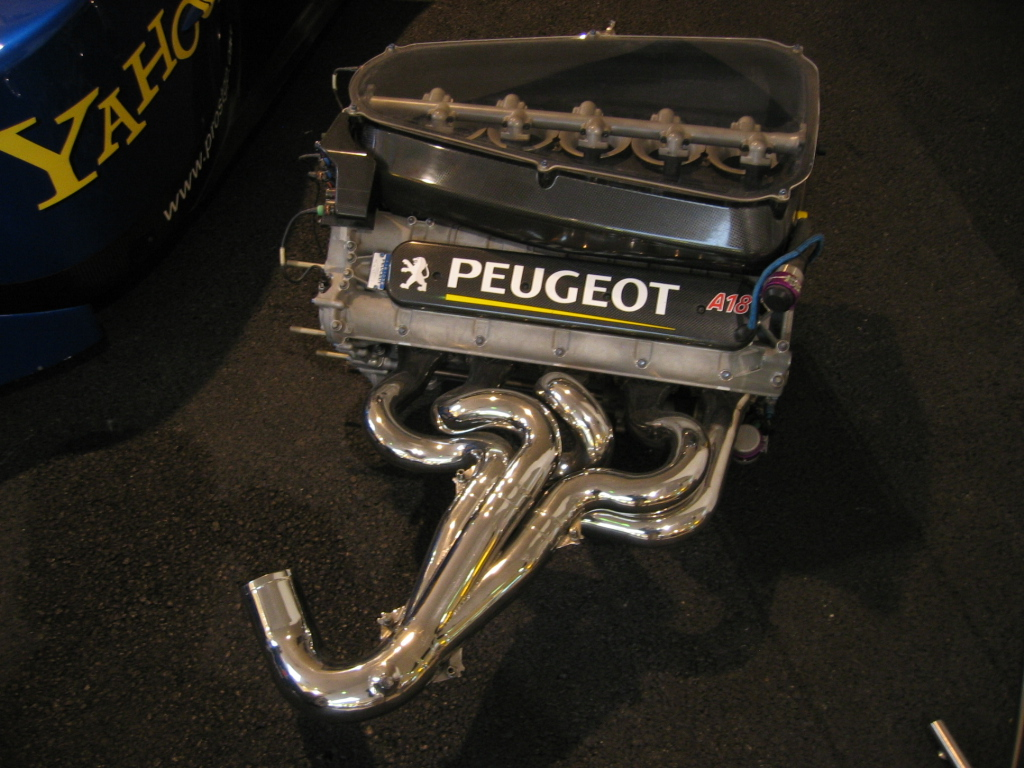
Le bloc Peugeot A18 de la Prost AP02.

Les moteurs V10 Peugeot Sport de Formule 1 ont équipé les monoplaces des constructeurs de châssis McLaren en 1994, Jordan en 1995, 1996 et 1997, Prost en 1998, 1999 et 2000.  
- A4 (1994) : 3,5 litres, 700 chevaux à 14 250 tr/min.
- A6 (1994) : 3,5 litres, 760 chevaux à 14 500 tr/min.
- A10 (1995) : 3 litres, 760 chevaux à 15 500 tr/min.
- A12 (1996) : 3 litres, 720 chevaux à 15 500 tr/min.
- A14 (1997) : 3 litres, 750 chevaux à 15 500 tr/min.
- A16 (1998) : 3 litres, 765 chevaux à 15 200 tr/min.
- A18 (1999) : 3 litres, 785 chevaux à 15 700 tr/min.
- A20 (2000) : 3 litres, 800 chevaux à 16 200 tr/min.

Peugeot Sport était installé à Vélizy-Villacoublay, dans les Yvelines. Jean-Pierre Boudy en fut l'ingénieur en chef. 
La société japonaise Asiatech a assuré pour les écuries Arrows, en 2001, et Scuderia Minardi, en 2002, le développement et la maintenance des moteurs Peugeot A20 durant 33 Grands Prix.
- 01 (2001) : V10, 2998 cm³, 800 chevaux à 17 500 tr/min.
- AT02 (2002) : V10, 2998 cm³, 800 chevaux à 17 500 tr/min.

Asiatech était installé à Vélizy-Villacoublay. 

### Renault

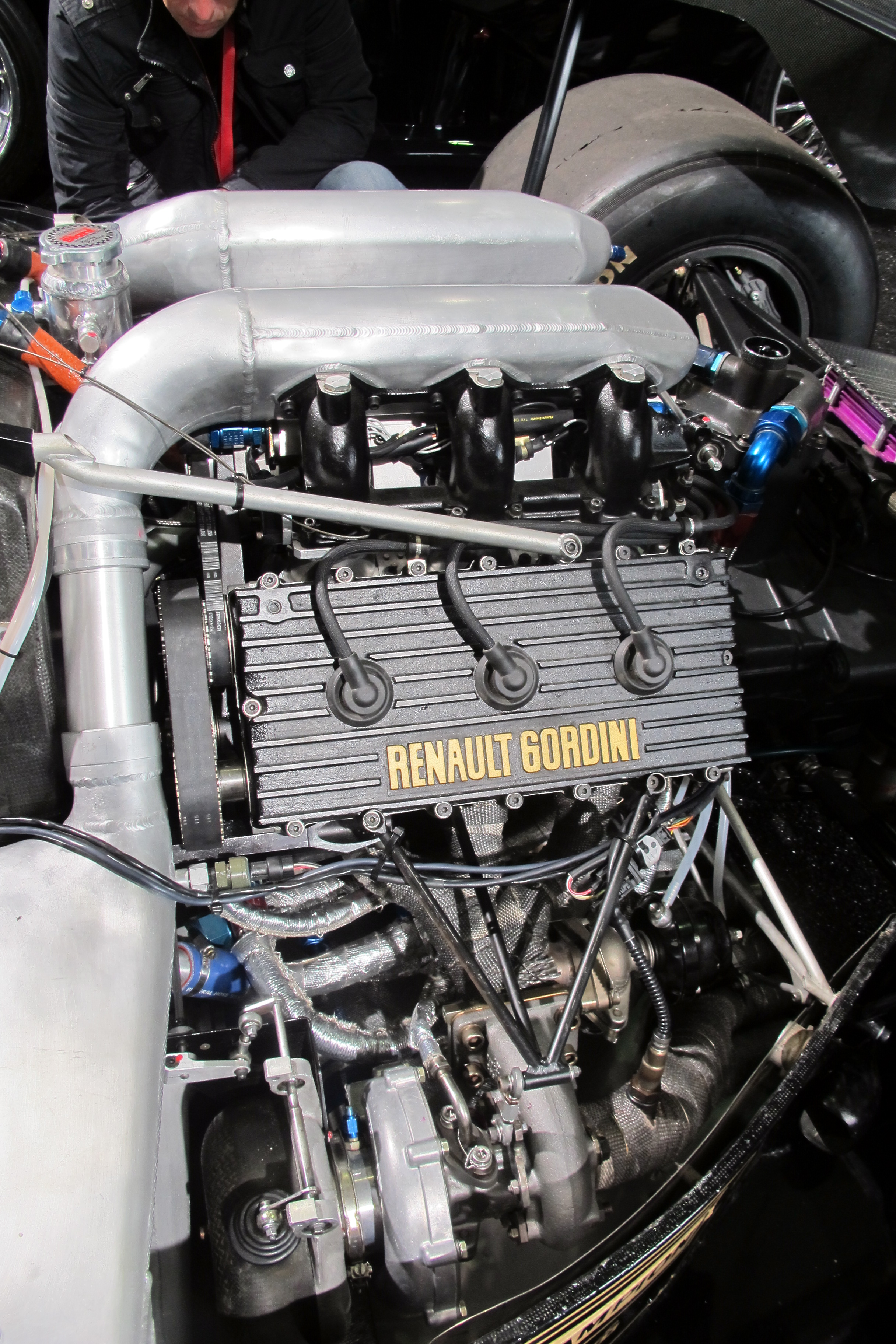
Renault V6 1,5 litre turbocompressé 750 chevaux

Renault Sport F1 est installé à Viry-Châtillon, dans l'Essonne. La direction technique du département moteur est assurée par Rémi Taffin depuis 2016.

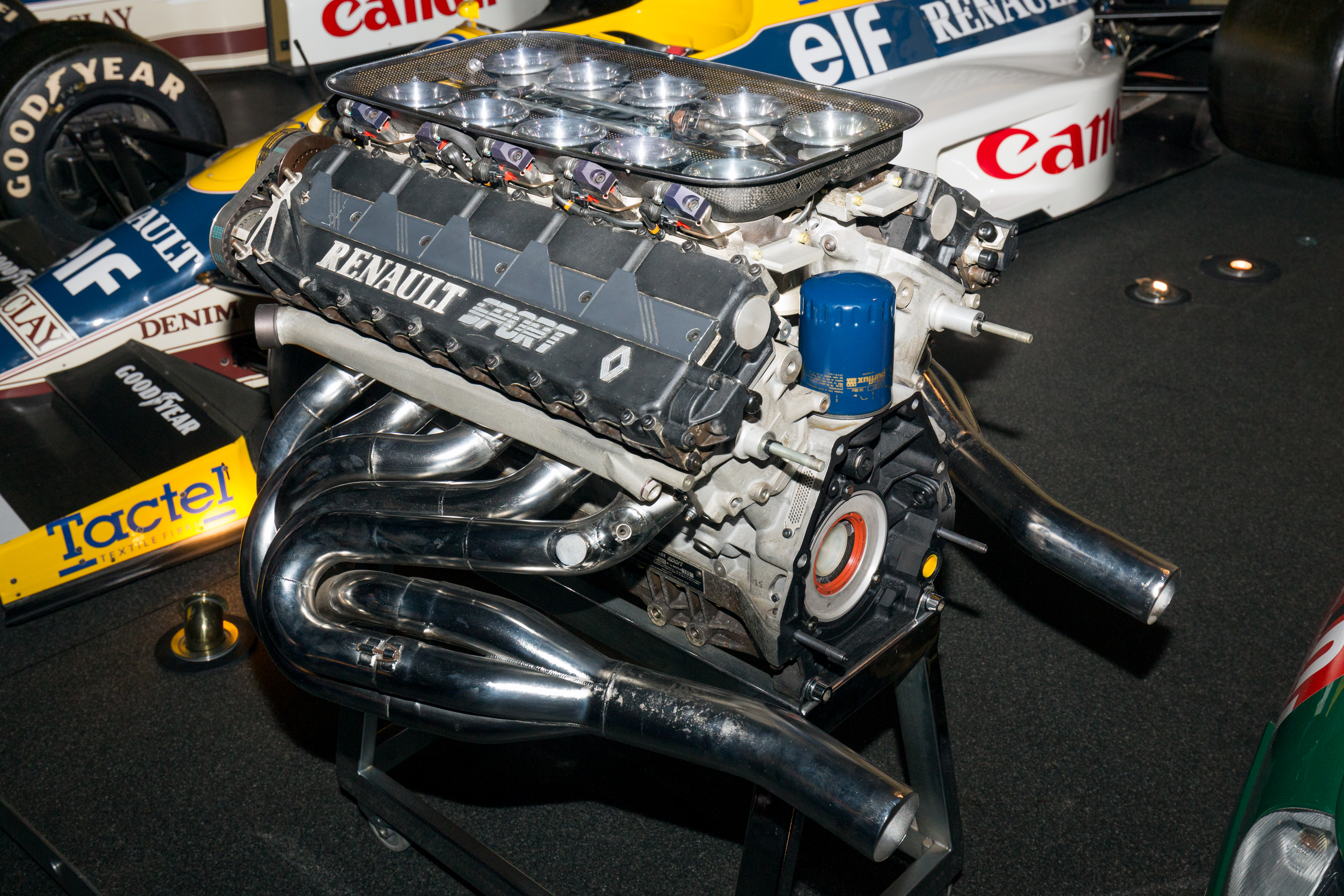
Version initiale du V10 Renault RS
premier moteur français vainqueur
d'un Championnat du monde (1992)

Les moteurs Renault Sport de Formule 1 ont équipé les monoplaces du constructeur de 1977 à 1985, de 2002 à 2011, puis de 2016 à 2020. Le 4 décembre 2015, Carlos Ghosn, le PDG de Renault, annonce le rachat de Lotus F1 Team installée à Enstone, en Grande-Bretagne : Renault redevient constructeur de Formule 1 à part entière.
Les moteurs Renault ont aussi équipé les monoplaces d’autres constructeurs : 
- Team  Lotus de 1983 à 1986,
- Ligier de 1984 à 1986, en 1990, de 1992 à 1994,
- Tyrrell  Racing en 1985 et  1986,
- Williams F1 Team de 1990 à 1997, en 2012 et 2013,
- Benetton Formula de 1995 à 1997 et en 2001,
- Red Bull Racing de 2007 à 2015,
- Caterham F1 Team de 2011 à 2014,
- Lotus F1 Team  de 2012 à 2014,
- Scuderia Toro Rosso en 2014 et 2015,
- McLaren en 2019 et 2020

En 2016, 2017 et 2018, un ensemble moteur d'origine Renault rebadgé Tag Heuer est fourni à l'écurie Red Bull Racing. 

#### Moteurs 6 cylindres turbocompressés
Les puissances des  moteurs V6 turbocompressés, de 1 492 cm³ de cylindrée, dépassaient les 500 chevaux dès la première année de compétition :
- EF1 (1977 à 1983) : de 510 chevaux à 11 000 tr/min à 650 chevaux à 12 000 tr/min en 1983.
- EF4 (1984) : 750 chevaux à 11 500 tr/min[11].
- EF4-B (1984) : 760 chevaux à 11 500 tr/min.
- EF15 (1985) : 810 chevaux à 11 500 tr/min.
- EF15B (1986) : 800 chevaux à 12 500 tr/min.

Bernard Dudot en est le concepteur.

#### Moteurs 10 cylindres atmosphériques

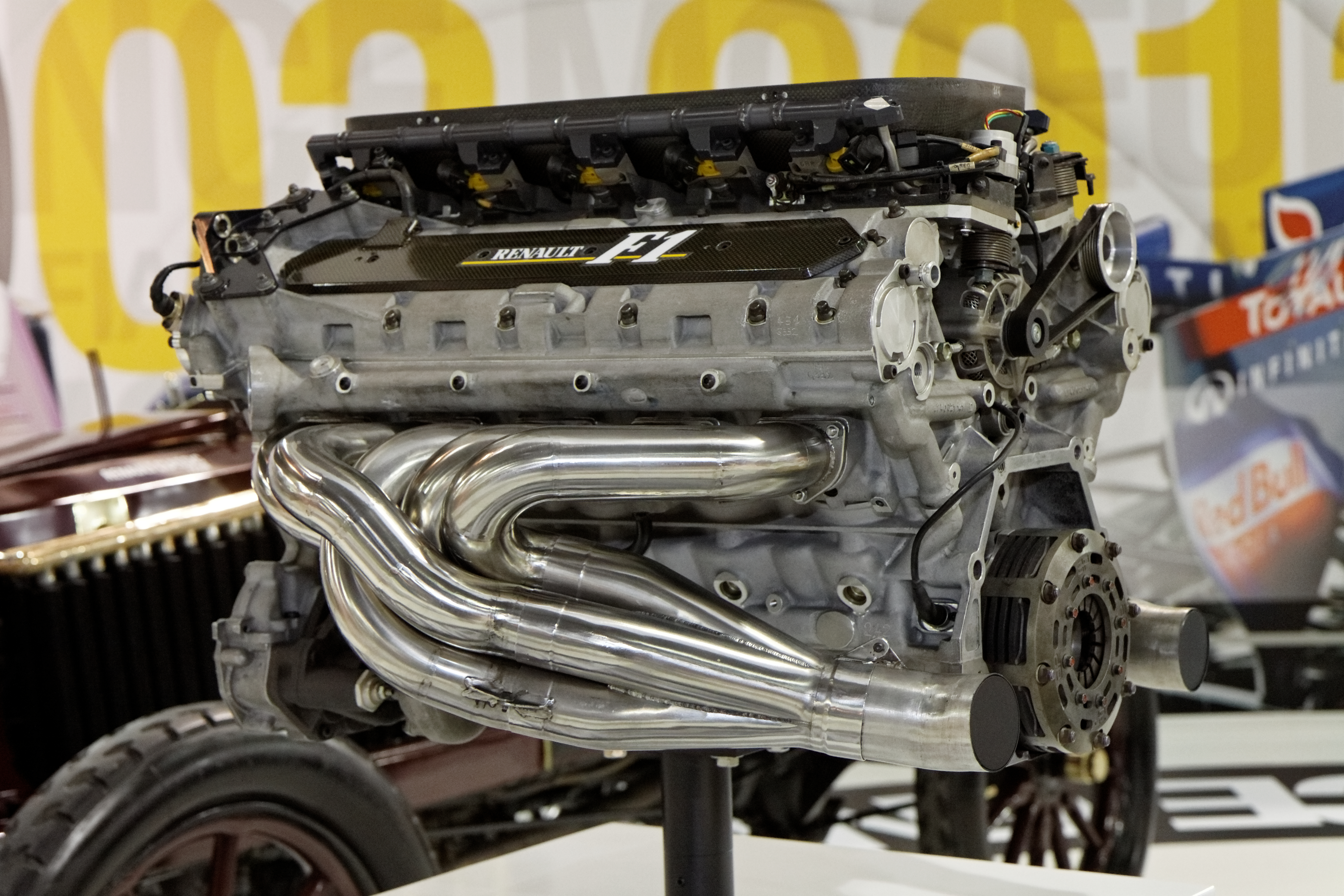
Renault RS2 V10 3,5 litres atmosphérique 660 chevaux

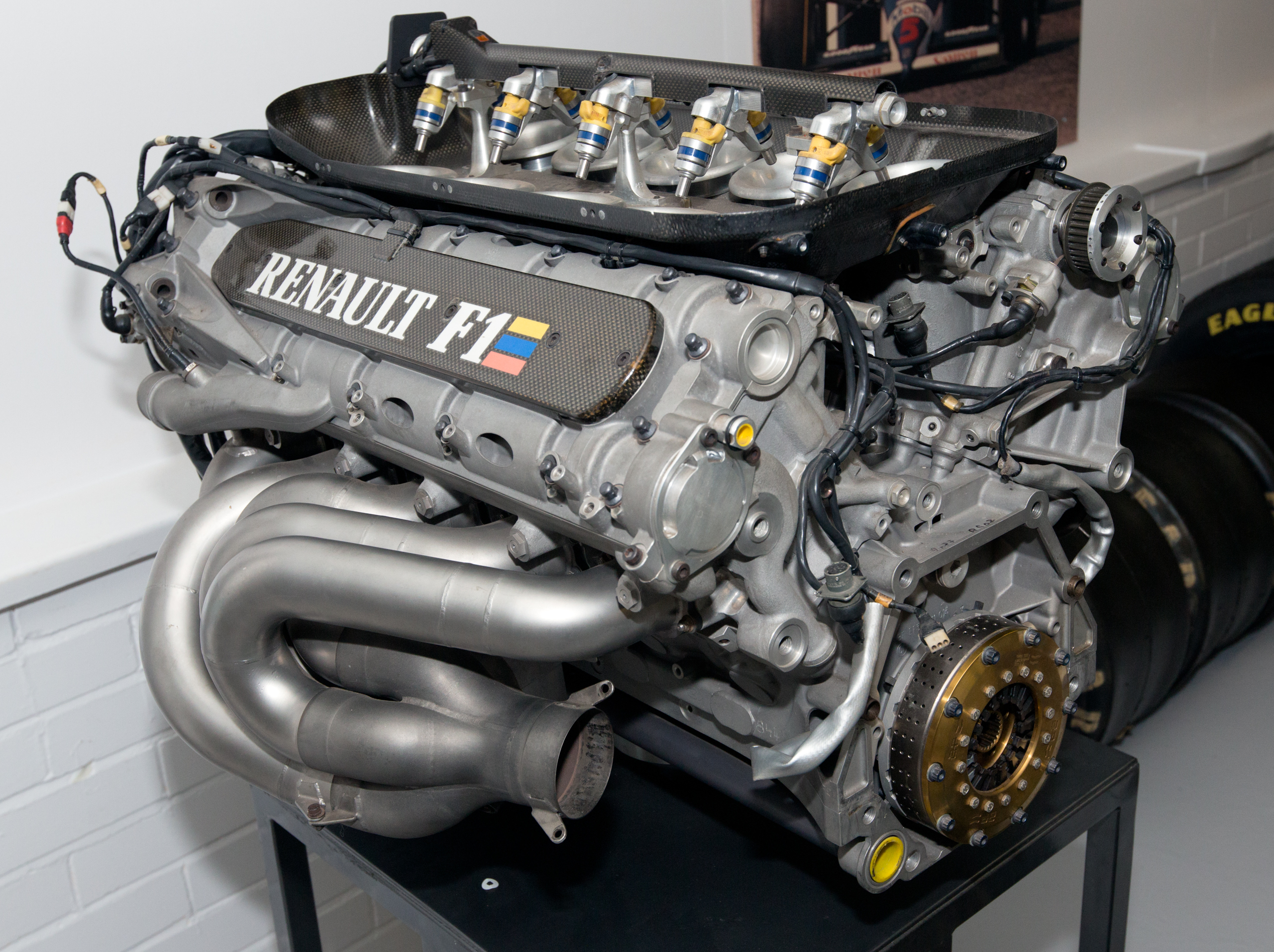
Renault RS7 V10 3 litres atmosphérique 750 chevaux

La puissance des moteurs V10 à 67°, de 3 493 cm³ de cylindrée, atteignait les 650 chevaux dès la première année de compétition :
- RS1 (1989) : 650 chevaux,
- RS2 (1990) : 660 chevaux à 12 800 tr/min
- RS3 (1991) : 700 chevaux à 12 500 tr/min
- RS4 (1992) : 750 chevaux à 13 000 tr/min, titre de champion du monde des pilotes pour Nigel Mansell et titre de champion du monde des constructeurs pour Williams,
- RS5 (1993) : 780 chevaux à 13 800 tr/min, titre de champion du monde des pilotes pour Alain Prost et titre de champion du monde des constructeurs pour Williams,
- RS6 (1994) : 790 chevaux à 14 300 tr/min, titre constructeur pour Williams.

Les puissances des moteurs V10, de 3 litres de cylindrée, atteignaient les 750 chevaux dès la première année de compétition :
- RS7 (1995) : V10 à 67°, 2 998 cm³, 750 chevaux à 14 300 tr/min, titre de champion du monde des pilotes pour Michael Schumacher et titre de champion du monde des constructeurs pour Benetton,
- RS8 (1996) : V10 à 67°, 2 998 cm³, 750 chevaux à 14 500 tr/min, titre de champion du monde des pilotes pour Damon Hill et titre de champion du monde des constructeurs pour Williams,
- RS9 (1997) : V10 à 71°, 3 000 cm³, 755 chevaux à 14 600 tr/min, titre de champion du monde des pilotes pour Jacques Villeneuve et titre de champion du monde des constructeurs pour Williams,
- RS21 (2001) : V10 à 112°, 2 997 cm³, 780 chevaux à 17 400 tr/min
- RS22 (2002) : V10 à 112°, 2 997 cm³, 820 chevaux à 17 500 tr/min
- RS23 (2003) : V10 à 112°, 2 997 cm³, 830 chevaux à 17 800 tr/min
- RS24 (2004) : V10 à 72°, 2 998 cm,³ 900 chevaux à 19 000 tr/min
- RS25 (2005) : V10 à 72°, 2 998 cm³, 900 chevaux à 19 000 tr/min, titre de champion du monde des pilotes pour Fernando Alonso et titre de champion du monde des constructeurs pour Renault.

#### Moteurs 8 cylindres atmosphériques

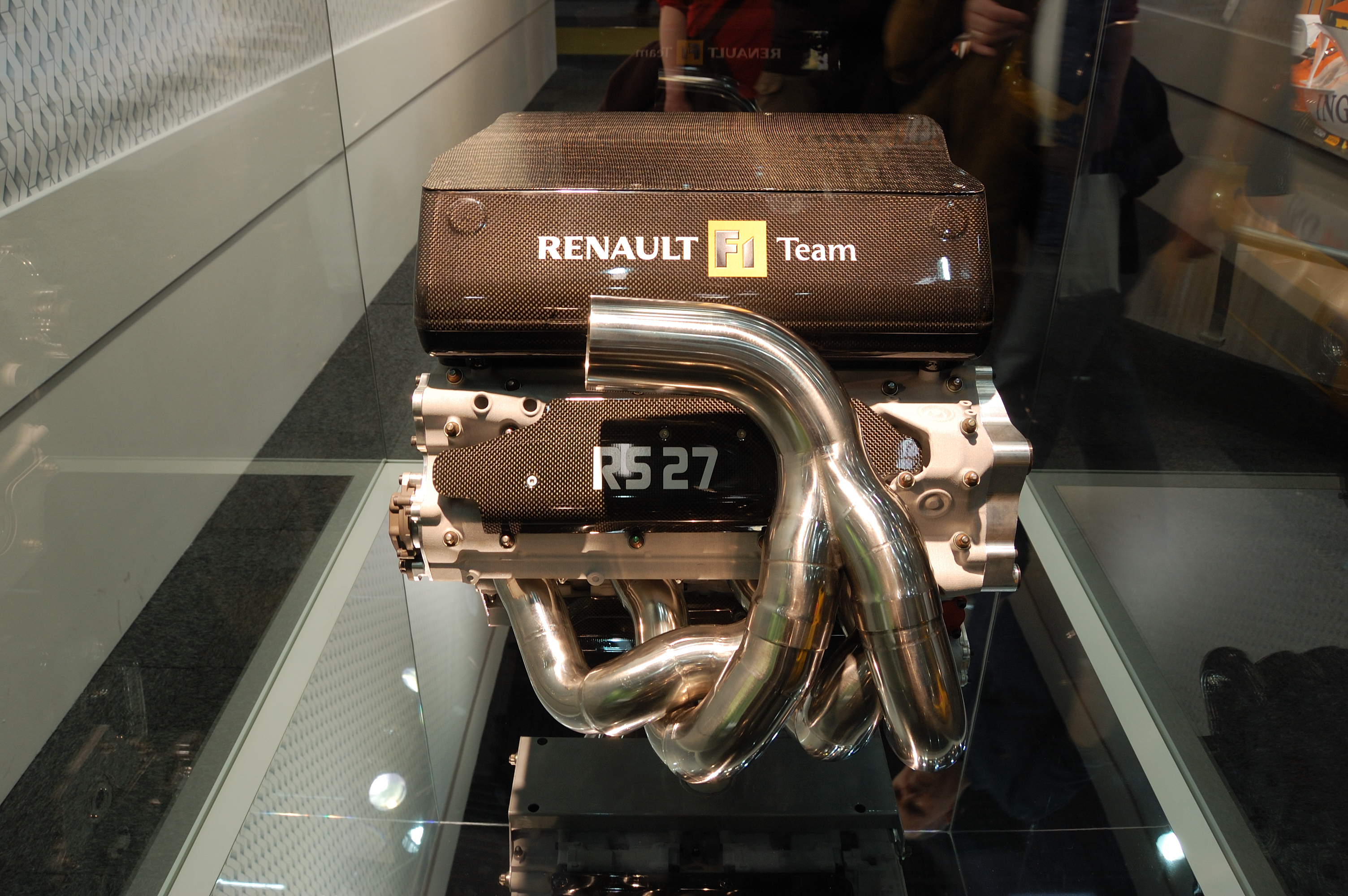
RS27-2008.

La puissance des moteurs V8 à 90°, de 2 398 cm³ de cylindrée, atteignait les 750 chevaux dès la première année de compétition : 
- RS26 (2006) : 750 chevaux à 19 500 tr/min, titre de champion du monde des pilotes pour Fernando Alonso et titre de champion du monde des constructeurs pour Renault.
- RS27 (2007) : 770 chevaux à 19 000 tr/min,
- RS27-2008 : plus de 770 chevaux à 19 000 tr/min,
- RS27-2009 : plus de 750 chevaux à 18 000 tr/min[12],
- RS27-2010 : plus de 750 chevaux à 18 000 tr/min, titre de champion du monde des pilotes pour Sebastien Vettel et titre de champion du monde des constructeurs pour Red Bull,
- RS27-2011 : plus de 750 chevaux à 18 000 tr/min, titre de champion du monde des pilotes pour Sebastien Vettel et titre de champion du monde des constructeurs pour Red Bull,
- RS27-2012 : plus de 750 chevaux à 18 000 tr/min (10 à 20 chevaux supplémentaires par rapport à 2011)[13], titre de champion du monde des pilotes pour Sebastien Vettel et titre de champion du monde des constructeurs pour Red Bull,
- RS27-2013 : plus de 750 chevaux à 18 000 tr/min, titre de champion du monde des pilotes pour Sebastien Vettel et titre de champion du monde des constructeurs pour Red Bull.

#### Moteurs 6 cylindres turbocompressés équipés de moteurs électriques
- RE F1 (2014) : moteur thermique V6 à 90°, turbocompressé, de 1,6 litre et moteur électrique ; puissances respectives de 600 chevaux (environ) à 15 000 tr/min et de 160 chevaux (maximum réglementaire, 33 s par tour).
- RE F1 (2015) : moteur thermique V6 à 90°, turbocompressé, de 1,6 litre et moteur électrique ; 650 (environ) et 160 chevaux (maximum réglementaire, 33 s par tour).
- RE16 (2016) : moteur thermique V6 à 90°, turbocompressé, de 1,6 litre et moteur électrique ; 730 (environ) et 160 chevaux (maximum réglementaire, 33 s par tour).
- RE17 (2017) : moteur thermique V6 à 90°, turbocompressé, de 1,6 litre et moteur électrique ; 780 (environ) et 160 chevaux (maximum réglementaire, 33 s par tour).
- RE18 (2018) : moteur thermique V6 à 90°, turbocompressé, de 1,6 litre et moteur électrique ; plus de 950 chevaux de puissance totale[14].
- RE-Tech 19 (2019) : moteur thermique V6 à 90°, turbocompressé, de 1,6 litre et moteur électrique ; plus de 950 chevaux de puissance totale [15].
- RE-Tech 20 (2020) : moteur thermique V6 à 90°, turbocompressé, de 1,6 litre et moteur électrique ; plus de 1 000 chevaux de puissance totale [16],[17].

### Supertec
En 1999 et 2000, la société Supertec commercialise le moteur conçu par Renault sous le nom de RS9 et fabriqué par Mecachrome pour Williams, BAR et Arrows.
- FB01 (1999) : V10 à 71°, 2997 cm³, 780 chevaux à 15 800 tr/min, 121 kg.
- FB02 (2000) : V10 à 71°, 2998 cm³, 780 chevaux, 117 kg.

### Talbot
Deux moteurs Talbot ont équipé les monoplaces de Talbot-Darracq et Talbot-Lago.
- 700 (1950) : 8 cylindres en ligne, suralimenté, 1 485 cm³, 160 chevaux à 7 200 tr/min (engagé dans un Grand Prix, non participation).
- 23 CV (1950) : 6 cylindres en ligne, 4 483 cm³, 280 chevaux à  5 000 tr/min (a participé à treize Grands Prix).

Talbot était installé à Suresnes, aujourd'hui dans le département des Hauts-de-Seine. 

## Sources principales
- Leo Turrini & Daniele Amaduzzi  :   « F1 91 », Vallardi & Associat Editeur (Milano) 1991.
- Luc Domenjoz, Steve Domenjoz & Domonique Leroy : « L’année 1993 Formule 1 »,  préface Jean Alesi, Chronosports Editeur (Lausanne), 1993 ?
- « 1999 Formula 1 Yearbook », version française « 99 Formule 1 », préface Jacques Laffite, TF1 Editions (Paris), 1999.
- Collection magazine Sport Auto.